# Premio Gordon J. Laing
Cada año, la University of Chicago Press, otorga el Premio J. Gordon Laing al autor, editor o traductor de un libro publicado en los tres años anteriores que dio prestigio a la University of Chicago Press.
| Autor                                             | Año  | Obra |
| ------------------------------------------------- | ---- | --- |
| Eve L. Ewing                                      | 2020 | Ghosts in the Schoolyard: Racism and School Closings on Chicago’s South Side                                            |
| Deborah Nelson                                    | 2019 | Tough Enough: Arbus, Arendt, Didion, McCarthy, Sontag, and Weil                                                         |
| Forrest Stuart                                    | 2018 | Down, Out & Under Arrest: Policing and Everyday Life in Skid Row                                                        |
| David Nirenberg                                   | 2017 | Neighboring Faiths: Christianity, Islam and Judaism in the Middle Ages and Today                                        |
| Amir Sufi                                         | 2016 | House of Debt: How They (and You) Caused the Great Recession and How We Can Prevent It from Happening Again             |
| Mauricio Tenorio-Trillo                           | 2015 | I Speak of the City: Mexico City at the Turn of the Twentieth Century                                                   |
| Alison Winter                                     | 2014 | Memory: Fragments of a Modern History                                                                                   |
| Andreas Glaeser                                   | 2013 | Political Epistemics: The Secret Police, The Opposition, and The End of East German Socialism                           |
| Adrian Johns                                      | 2012 | Piracy: The Intellectual Property Wars from Gutenberg to Gates                                                          |
| Robert Richards                                   | 2011 | The Tragic Sense of Life: Ernst Haeckel and the Struggle Over Evolutionary Thought                                      |
| Martha Feldman                                    | 2010 | Opera and Sovereignty: Transforming Myths in Eighteenth-Century Italy                                                   |
| Bernard E. Harcourt                               | 2009 | Against Prediction: Profiling, Policing, and Punishing in an Actuarial Age                                              |
| Philip Gossett                                    | 2008 | Divas and Scholars: Performing Italian Opera                                                                            |
| W. J. T. Mitchell                                 | 2006 | What Do Pictures Want?: The Lives and Loves of Images                                                                   |
| Bill Brown                                        | 2005 | A Sense of Things: The Object Matter of American Literature                                                             |
| Jonathan Hall                                     | 2004 | Hellenicity: Between Ethnicity and Culture                                                                              |
| Robert J. Richards                                | 2003 | The Romantic Conception of Life: Science and Philosophy in the Age of Goethe                                            |
| Bruce Lincoln                                     | 2002 | Theorizing Myth: Narrative, Ideology, and Scholarship                                                                   |
| François Furet                                    | 2001 | The Passing of an Illusion: The Idea of Communism in the Twentieth Century                                              |
| James Chandler                                    | 2000 | England in 1819: The Politics of Literary Culture and the Case of Romantic Historicism                                  |
| André LaCocque y Paul Ricoeur                     | 1999 | Thinking Biblically: Exegetical and Hermeneutical Studies                                                               |
| Martin E. Marty                                   | 1998 | Modern American Religion En 3 volúmenes                                                                                 |
| Marshall Sahlins                                  | 1997 | How “Natives” Think: About Captain Cook, For Example                                                                    |
| W. J. T. Mitchell                                 | 1996 | Picture Theory: Essays on Verbal and Visual Representation                                                              |
| Edward Laumann, Robert Michael, y Stuart Michaels | 1995 | The Social Organization of Sexuality: Sexual Practices in the United States                                             |
| David McNeill                                     | 1994 | Hand and Mind: What Gestures Reveal About Thought                                                                       |
| Gerald N. Rosenberg                               | 1993 | The Hollow Hope: Can Courts Bring About Social Change?                                                                  |
| Jean Comaroff y John L. Comaroff                  | 1992 | On Revelation and Revolution, volumen 1: Christianity, Colonialism, and Consciousness in South Africa                   |
| Leszek Kolakowski                                 | 1991 | Modernity on Endless Trial                                                                                              |
| Richard G. Klein                                  | 1990 | The Human Career: Human Biological and Cultural Origins                                                                 |
| S. Chandrasekhar                                  | 1989 | Truth and Beauty |
| David Grene                                       | 1988 | Herodotus: The History                                                                                                  |
| Philip B. Kurland y Ralph Lerner                  | 1987 | The Founders' Constitution. En 5 volúmenes                                                                              |
| Mircea Eliade                                     | 1986 | A History of Religious Ideas. En 3 volúmenes                                                                            |
| Paul Ricoeur                                      | 1985 | Time and Narrative. Volumen 1                                                                                           |
| Richard Hellie                                    | 1984 | Slavery in Russia, 1450–1725                                                                                            |
| Anthony C. Yu                                     | 1983 | The Journey to the West. En 4 volúmenes                                                                                 |
| James M. Gustafson                                | 1982 | Ethics from a Theocentric Perspective, volumen 1: Theology and Ethics                                                   |
| Wayne C. Booth                                    | 1981 | Critical Understanding: The Powers and Limits of Pluralism                                                              |
| Morris Janowitz                                   | 1980 | The Last Half Century: Societal Change and Politics in America                                                          |
| Alan Gewirth                                      | 1979 | Reason and Morality |
| Sewall Wright                                     | 1978 | Evolution and the Genetics of Populations, volumen 3: Experimental Results and Evolutionary Deductions                  |
| Marshall Sahlins                                  | 1977 | Culture and Practical Reason                                                                                            |
| Keith Michael Baker                               | 1976 | Condorcet: From Natural Philosophy to Social Mathematics                                                                |
| Eric W. Cochrane                                  | 1975 | Florence in the Forgotten Centuries, 1527–1800: A History of Florence and the Florentines in the Age of the Grand Dukes |
| Stuart M. Tave                                    | 1974 | Some Words of Jane Austen                                                                                               |
| Edward Shils                                      | 1973 | The Intellectuals and the Powers                                                                                        |
| Edward Wasiolek                                   | 1972 | The Notebooks of Dostoevsky. En 5 volúmenes                                                                             |
| Herrlee G. Creel                                  | 1971 | The Origins of Statecraft in China, volumen 1: The Western Chou Empire                                                  |
| Gerald D. Suttles                                 | 1970 | The Social Order of the Slum: Ethnicity and Territory in the Inner City                                                 |
| Leonard B. Meyer                                  | 1969 | Music, the Arts, and Ideas: Patterns and Prediction in Twentieth-Century Culture                                        |
| Philip Foster                                     | 1968 | Education and Social Change in Ghana                                                                                    |
| Donald F. Lach                                    | 1967 | Asia in the Making of Europe, volumen 1, libros 1 y 2                                                                   |
| A. Leo Oppenheim                                  | 1966 | Ancient Mesopotamia: Portrait of a Dead Civilization                                                                    |
| Tang Tsou                                         | 1965 | America's Failure in China 1941-1950                                                                                    |
| William H. McNeill                                | 1964 | The Rise of the West: A History of the Human Community                                                                  |
| Bernard Weinberg                                  | 1963 | A History of Literary Criticism in the Italian Renaissance                                                              |